# Holy Family Roman Catholic Church (Port Glasgow)

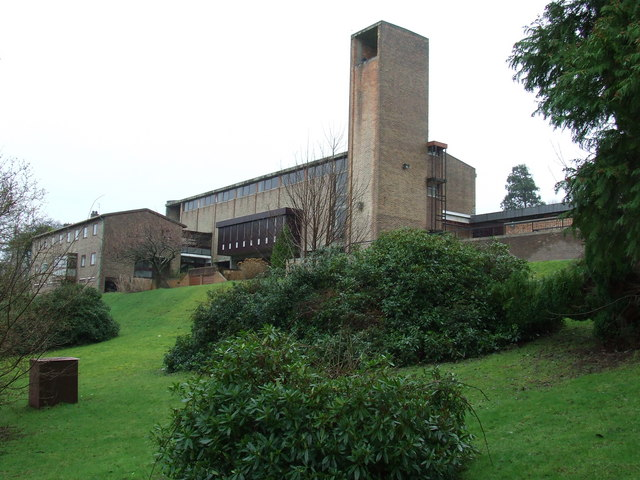
Holy Family Roman Catholic Church

Die Holy Family Roman Catholic Church ist ein römisch-katholisches Kirchengebäude in der schottischen Stadt Port Glasgow in Inverclyde. 1994 wurde das Bauwerk in die schottischen Denkmallisten in der höchsten Kategorie A aufgenommen. Die Kirche ist noch als solche in Verwendung.

## Geschichte

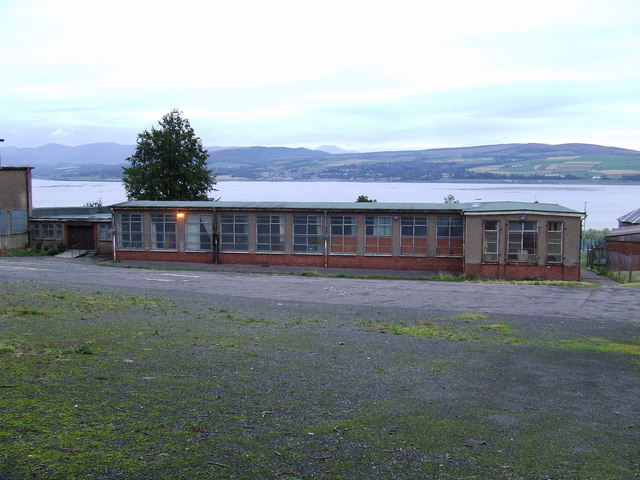
Ehemalige Grundschule im September 2007

Nachdem sich Port Glasgow infolge von Bauaktivitäten nach Beendigung des Zweiten Weltkriegs nach Osten ausdehnte, richtete das Bistum Paisley dort einen neuen Parish ein. Zunächst diente ein ausrangierter Schuppen der Kriegsmarine als Notkirche. Die zugehörige Schule wurde behelfsweise in Nissenhütten untergebracht. Mit der Planung eines Kirchenneubaus wurde 1946 das renommierte Architekturbüro Gillespie, Kidd & Coia beauftragt, das für zahlreiche römisch-katholische Sakralbauten im Erzbistum Glasgow und dem Bistum Paisley verantwortlich zeichnet. Als die Gemeindegröße in den 1950er Jahren auf über 5000 angewachsen war, wurde die Errichtung der Kirche dringlich. Sie wurde schließlich 1959 fertiggestellt und konsekriert. Die zugehörige Grundschule wurde zwischenzeitlich abgerissen.

## Beschreibung
Die Holy Family Roman Catholic Church liegt an einem steilen Hang zwischen der Parkhill Avenue und der Northfield Avenue im östlichen Teil von Port Glasgow. Das Mauerwerk des länglichen Gebäudes besteht großteils aus gelblichem Backstein. Schlichte Blendpfeiler aus Beton teilen die Fassade traufseitig in neun Segmente. Ein durchgängiges, nur durch die Pfeiler in Dreiergruppen getrenntes Band quadratischer Fensterelemente verläuft unterhalb des Daches. Bei diesem handelt es sich um ein kupfergedecktes Satteldach mit geringem Neigungswinkel. Ein vollständig verglaster, einstöckiger Vorbau mit Flachdach und zwei hölzernen, zweiflügligen Türen tritt an der Südseite hervor. Ein schmuckloser Glockenturm mit rechteckigem Grundriss ist der Kirche im Nordwesten vorgelagert. Lediglich das oberste Teilstück ist offen gestaltet. Es grenzt ein gläserner Treppenturm an, der über einen zweistöckigen gläsernen Korridor mit der Kirche verbunden ist. Ein Eisenkreuz ziert die Apex des westexponierten Giebels, wobei die Fassade ansonsten schmuck- und fensterlos ist.